# Ambt Hardenberg

Wapen van Ambt Hardenberg

Ambt Hardenberg is een voormalige gemeente in de Nederlandse provincie Overijssel. De gemeente omvatte de dorpen en buurtschappen die rondom de stad Hardenberg lagen. De hoofdplaats van de gemeente was Heemse. Hier stond ook het gemeentehuis van de gemeente. Dit gemeentehuis werd gebouwd op grond die door Gerrit Kampman (caféhouder) beschikbaar werd gesteld.
Bij de gemeentelijke splitsing van 1818 werd Hardenberg gesplitst in een gemeente Stad Hardenberg en een gemeente Ambt Hardenberg. De gemeentes werden op 1 mei 1941 door de bezetter weer samengevoegd tot een gemeente Hardenberg. In 2001 is deze samengevoegd met Avereest en Gramsbergen.